# ماركوس راي
ماركوس راي (بالإنجليزية: Marcus Ray)‏ هو لاعب كرة قدم أمريكية أمريكي، ولد في 14 أغسطس 1976 في كولومبوس في الولايات المتحدة.

## وصلات خارجية
- ماركوس راي على موقع مرجع كرة القدم المحترفة.كوم (الإنجليزية)